# Savolax och Kymmenegårds län
Savolax och Kymmenegårds län var ett svenskt län i Finland 1747-1775, då det delades upp i Savolax och Karelens län samt Kymmenegårds län.
|  |  |  |

## Landshövdingar
- 1747-1753 Henrik Jacob Wrede af Elimä
- 1753-1756 Anders Johan Nordenskjöld
- 1757-1765 Otto Wilhelm De Geer
- 1765-1774 Anders Henrik Ramsay